# Rivière Brown (rivière Dépôt)
Pour les articles homonymes, voir Rivière Brown (rivière Gatineau) et Brown.
La Rivière Brown (anglais : Brown Brook) est un affluent de la rivière Depot, coulant au :
- Québec (Canada) : municipalité de Saint-Adalbert, dans L'Islet (municipalité régionale de comté), dans la région administrative du Chaudière-Appalaches ;
- Maine (États-Unis) : canton T13 R16 Wels, dans le comté d’Aroostook, dans le North Maine Woods.

Son cours coule entièrement en région forestière dans une plaine au Québec, dans une vallée enclavée dans le Maine au sud de la frontière canado-américaine.
La partie supérieure du bassin versant de la rivière Brown est accessible au Québec par la route du 5e rang Ouest, la route 204 Ouest, la route Bélanger et le 8e rang Ouest. Le segment de rivière coulant dans le Maine est accessible par la route forestière longeant la rivière Depot.

## Géographie
La source de la rivière Brown débute par un ruisseau de montagne dans Saint-Adalbert. Cette source est située à :
- 5,6 km au Nord-Ouest de la frontière entre le Québec et le Maine ;
- 1,5 km au Nord-Ouest du centre du village de Saint-Adalbert ;
- 8,6 km au Sud-Ouest de la confluence de la « Rivière Brown» ;.

À partir de sa source, la « Rivière Brown» coule sur 11,2 km comme suit :
Cours supérieur de la rivière Brown (segment de 8,2 km coulant au Québec)
- 2,7 km vers le Sud dans Saint-Adalbert, en formant une courbe vers l’Ouest, jusqu’à la route 204 ;
- 2,2 km vers l’Est en passant au Nord de la « montagne Bellevue », jusqu’à la route de la Montagne ;
- 1,9 km vers le Sud-Est, jusqu’à la route du 8e rang Ouest ;
- 1,4 km vers le Sud-Est, jusqu’à la frontière canado-américaine.

Cours inférieur de la rivière Brown (segment de 3,0 km coulant dans le Maine)
- 3,0 km vers le Sud-Est dans une petite vallée encaissée, puis dans une plaine, jusqu’à la confluence de la rivière[2].

Cette confluence est située à :
- 2,5 km au Sud-Est de la frontière canado-américaine ;
- 37,8 km au Sud-Ouest de la confluence de la Grande rivière Noire (fleuve Saint-Jean).

La « rivière Brown» se déverse sur la rive Ouest de la rivière Depot laquelle coule vers le Nord, le Sud-Est, puis le Nord, jusqu’à la Grande rivière Noire (fleuve Saint-Jean) (anglais : Big Black River), du comté d’Aroostook. Cette dernière coule vers le Nord-Est en zigzaguant, jusqu’à un coude de rivière du Fleuve Saint-Jean où elle se déverse sur la rive Ouest. Ce dernier coule vers l’Est, puis vers le Sud-Est en traversant tout le Nouveau-Brunswick et se déverse sur la rive Nord de la Baie de Fundy laquelle s’ouvre vers le Sud-Ouest sur l’océan Atlantique.

## Toponymie
Le toponyme « rivière Brown » a été officialisé le 5 décembre 1968 à la Commission de toponymie du Québec.